# إريك نيلسن (لاعب كرة قدم مواليد 1932)
إريك نيلسن (بالدنماركية: Erik Nielsen)‏ هو لاعب كرة قدم دنماركي، ولد في 5 فبراير 1932، وتوفي في 3 نوفمبر 1975. شارك مع منتخب الدنمارك لكرة القدم.